# St. Bonifatius (Erkner)

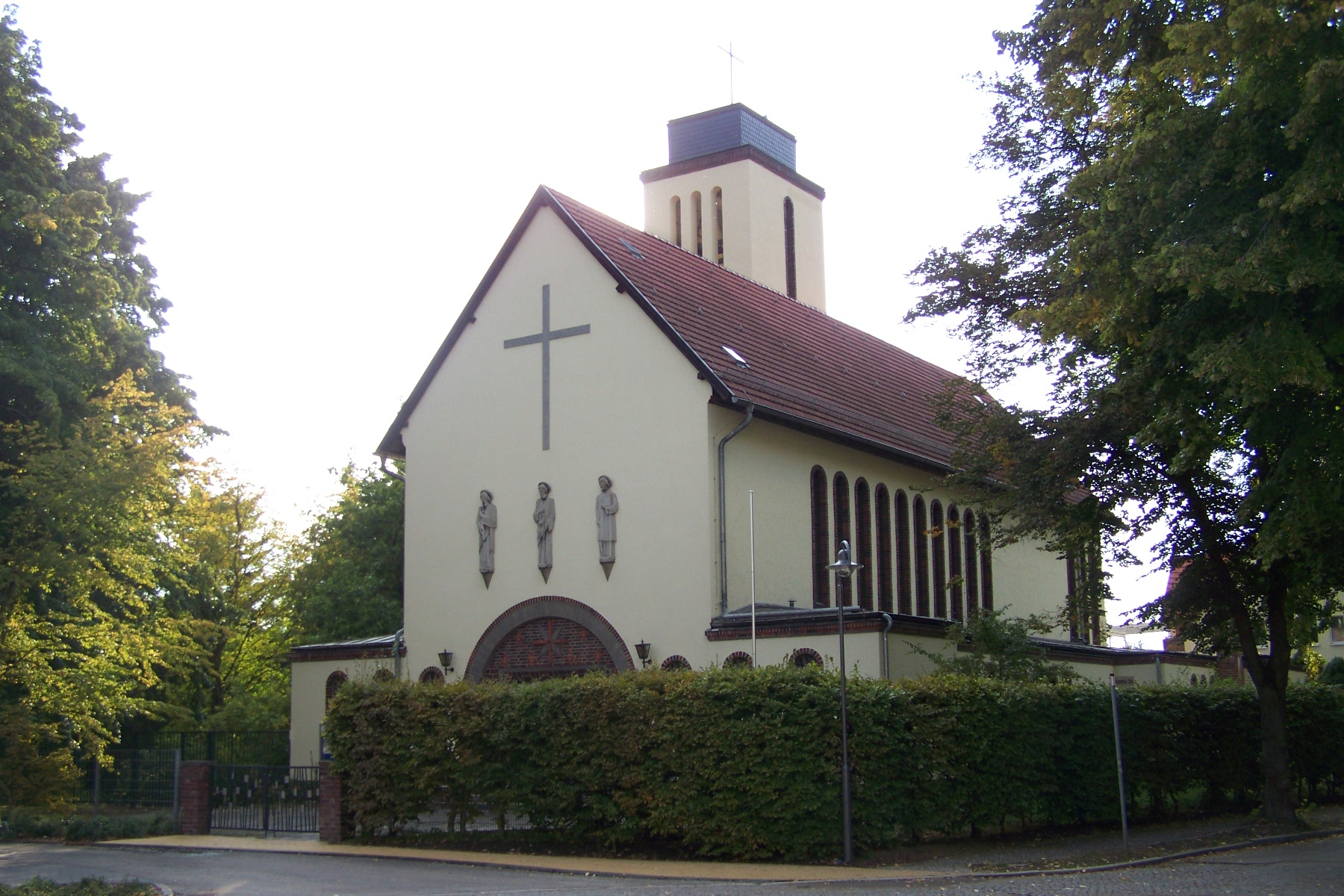
Die Bonifatius-Kirche in Erkner

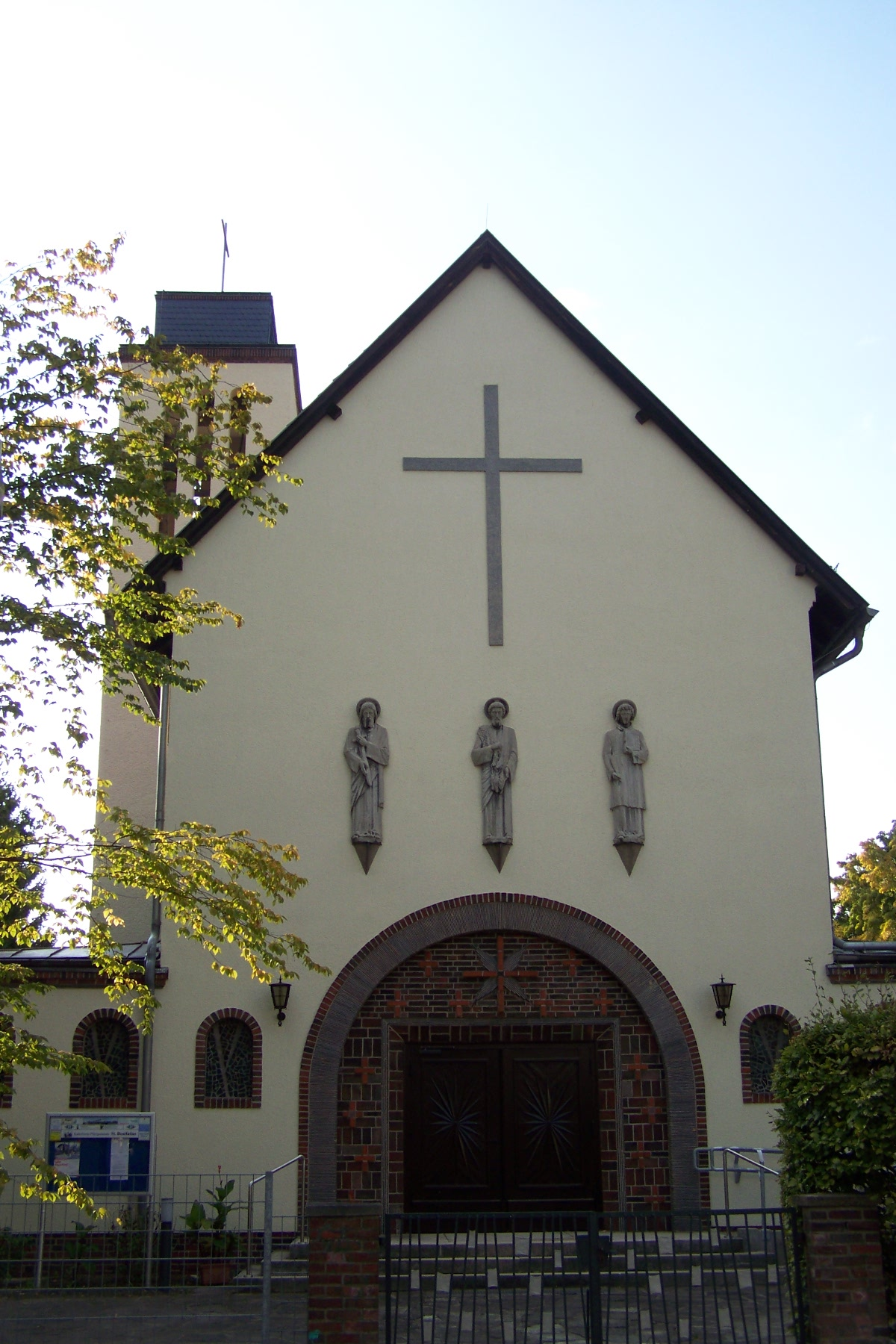
Die Kirche mit Portal

Die Bonifatius-Kirche in Erkner ist ein aus dem Jahr 1932 stammendes Kirchengebäude der katholischen Kirche.

## Geschichte

### Baugeschichte
1907 wurde in Erkner der katholische Arbeiterverein Concordia gegründet. Am 23. Januar 1910 fand im Kurhaus, dem heutigen Gerhart-Hauptmann-Museum, der erste katholische Gottesdienst in Erkner seit der Reformation statt. Eine Notkapelle wurde am 19. September 1920 eingeweiht. Ab 1921 fanden die Gottesdienste in der Barackenkapelle Stella Maris statt. 1932 erwarb die Kirchgemeinde ein Baugelände am Dämeritzsee. Nach Plänen des Berliner Architekten Carl Kühn wurde die Kirche dort errichtet. Der erste Spatenstich für die heutige Bonifatius-Kirche fand am 15. Juni 1932 statt.
Am 11. Juli 1936 erhielt die Gemeinde eine Reliquie des heiligen Bonifatius. Diese Reliquie war bis in die 1950er Jahre Anlass zu Wallfahrten von Berliner Katholiken nach Erkner. 1941 erfolgte die Konsekration der Kirche.
Bei einem Bombenangriff am 8. März 1944, der den Fabriken in Erkner galt, wurde die Kirche wie auch die evangelische Genezareth-Kirche zerstört. Der Wiederaufbau begann nach dem Ende des Zweiten Weltkrieges auf Befehl des sowjetischen Stadtkommandanten. Am 19. März 1949 wurde der neue Altar der Kirche geweiht.
Unter Pfarrer Seifert wurde der Altarraum nach den Anforderungen der Liturgiereform nach dem Zweiten Vatikanischen Konzil  umgebaut.
1991 wurde ein Förderverein gegründet, der die Finanzierung der Rekonstruktion und Pflege der Orgel sicherstellen soll. Im Jahr 2007 wurden umfangreiche Arbeiten an der Fassade ausgeführt, ein barrierefreier Zugang zur Kirche geschaffen und ein neues Bonifatius-Gemälde angebracht.

### Gemeinde
Die katholische Kirchgemeinde gehörte bis 1958 zum Dekanat Berlin-Neukölln und von 1958 bis Oktober 1999 zum Dekanat Frankfurt/Oder. Seit Ende 1999 gehört die Gemeinde zum Dekanat Berlin-Köpenick.
Im Jahr 2004 fusionierte die Gemeinde Sankt Bonifatius mit der Gemeinde Heilige Drei Könige in Berlin-Rahnsdorf.
Die Pfarrer der Kirchgemeinde waren:
1. 1921–1927: Ernst Klebba
2. 1928–1929: Karl Hrabak
3. 1929–1930: Dr. Sczypior
4. 1931–1950: Johannes von Kiedrowski
5. 1950–1970: Ignatius Seifert
6. 1970–1980: Wolfgang Trabandt
7. 1980–2004: Gerhard Engelmann
8. 2004–2016: Josef Rudolf
9. seit 2016: Hansjörg Blattner

## Baubeschreibung
Die Kirche wurde als einschiffige Hallenkirche mit einem Kirchturm und rotem Ziegeldach errichtet.

## Ausstattung
Die ursprüngliche Ausstattung der Kirche wurde beim Bombenangriff 1944 zerstört.

## Orgel
Im Jahr 1949 wurde eine kleine, von der Orgelbaufirma Sauer stammende Orgel aufgestellt. Das Instrument verfügte zunächst über sieben Register, davon fünf im Manual, zwei im Pedal mit 564 Pfeifen. Sie war mit einer pneumatischen Kegellade versehen.
Von der 1955/1956 ebenfalls von Sauer gebauten Konzertorgel in der Staatsoper Unter den Linden in Berlin wurde nach deren Ersatz brauchbares Material, insbesondere die teuren Metallpfeifen, durch die Firma Alexander Schuke Potsdam Orgelbau in die Orgel in Erkner eingebaut. Am 15. März 1997 wurde die vergrößerte Orgel eingeweiht. Die Orgel verfügt jetzt über zwei Manuale, Pedal, 24 Register und etwa 2000 Pfeifen. Die Kosten für den Orgelausbau betrugen 116.255,59 DM.
Im Jahr 2019 erfolgte die Sanierung des Spieltisches durch die Eberswalder Orgelbauwerkstatt GbR, bei der die Crescendowalze und die Zungenabsteller reaktiviert wurden.
Disposition:
| I Manual C–g3  |       |
| Quintatön      | 16′   |
| Prinzipal      | 8′    |
| Rohrflöte      | 8′    |
| Oktave         | 4′    |
| Spitzflöte     | 4′    |
| Schwiegel      | 2′    |
| Quinte         | 2 ⁄3′ |
| Mixtur IV - VI |       |
| Trompete       | 8′    |

| II Manual C–g3 |        |
| Großgedackt    | 8′     |
| Quintatön      | 8′     |
| Salicional     | 8′     |
| Prästant       | 4′     |
| Blockflöte     | 4′     |
| Waldflöte      | 2′     |
| Nasat          | 2 ⁄3′  |
| Terz           | 1 3⁄5′ |
| Scharff IV     |        |
| Krummhorn      | 8′     |

| Pedal C–f1 |     |
| Subbass    | 16′ |
| Oktavbass  | 8′  |
| Bassflöte  | 8′  |
| Choralbass | 4′  |
| Posaune    | 16′ |

- Koppeln:  II/I, I/P, II/P
- Spielhilfen: Zwei Setzerkombinationen, Auslöser, Handregister an, Tutti, 18-stufige Crescendowalze, Koppeln aus Walze, Walze ab, Zungenabsteller